# Ernesto Augusto di Hannover (1845)
Ernesto Augusto II di Hannover, principe ereditario di Hannover, erede di Brunswick, III duca di Cumberland e Teviotdale, III conte di Armagh (Ernst August Wilhelm Adolphus Georg Friedrich; Hannover, 21 settembre 1845 – Gmunden, 14 novembre 1923), era il figlio maggiore e unico figlio maschio di re Giorgio V di Hannover e di sua moglie, Maria di Sassonia-Altenburg. Giorgio V fu privato del trono di Hannover in seguito alla sua annessione alla Prussia nel 1866 e in seguito del ducato di Brunswick nel 1884. Sebbene fosse il maggiore dei pronipoti in linea maschile di re Giorgio III del Regno Unito, il duca di Cumberland fu privato dei suoi titoli nobiliari e onorificenze britanniche per aver parteggiato per la Germania nella prima guerra mondiale.

## Biografia

### Infanzia

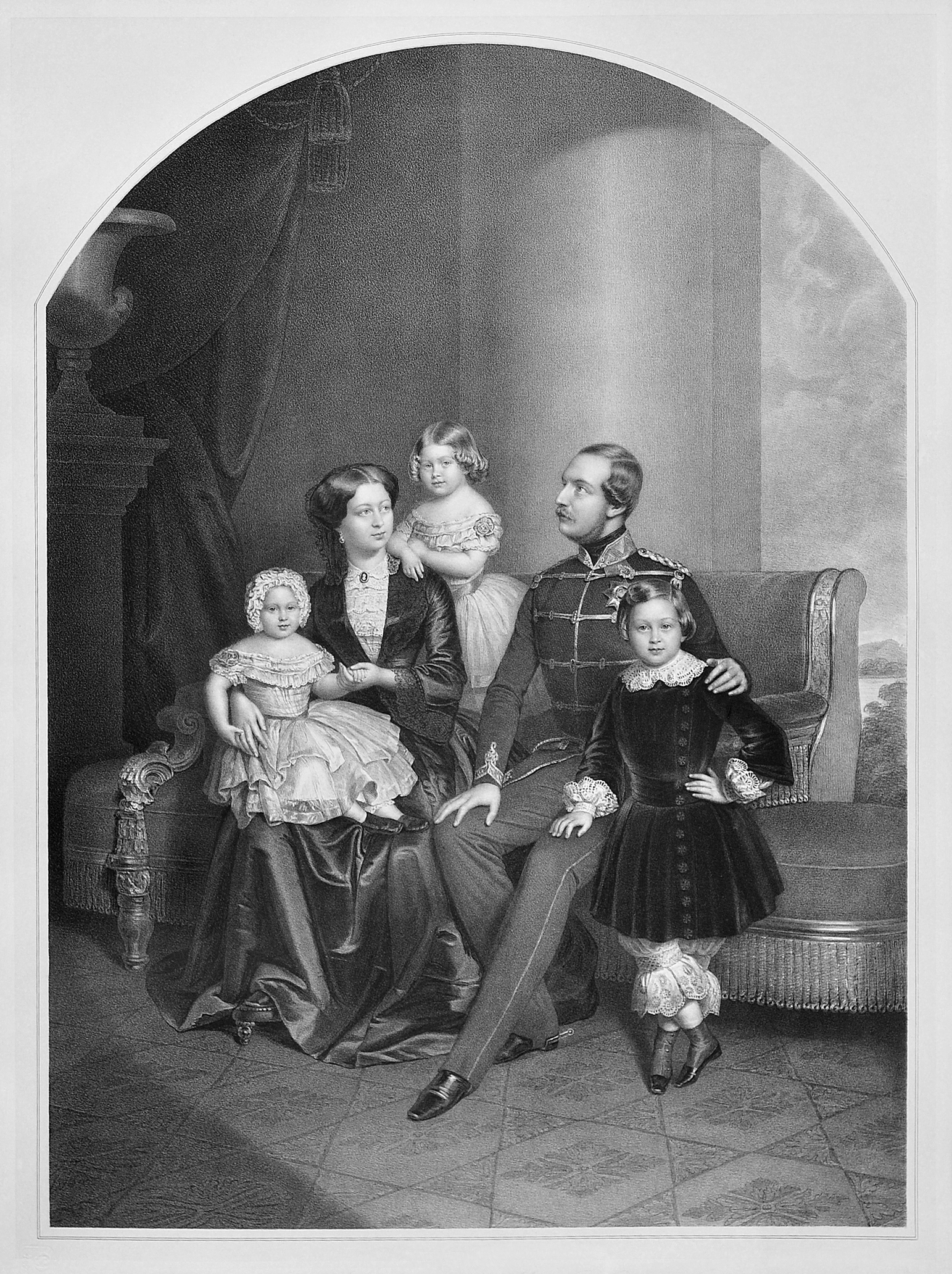
Re Giorgio V, la regina Maria di Hannover e i loro figli Ernest Augustus, Federica e Maria

Il principe Ernesto Augusto di Hannover, Duca di Brunswick e Lunenburg, Principe del Regno Unito di Gran Bretagna e Irlanda, nacque a Hannover durante il regno di suo nonno paterno, Ernesto Augusto I. Diventò il principe ereditario di Hannover all'ascesa di suo padre al trono come Giorgio V nel novembre 1851. Guglielmo I di Prussia e il suo ministro-presidente Otto von Bismarck deposero Giorgio V per aver parteggiato per la sconfitta Austria nella guerra austro-prussiana del 1866. Durante la guerra, il principe ereditario entrò in azione nella battaglia di Langensalza.

### Esilio
Dopo la guerra, l'esiliata famiglia reale hannoveriana si stabilì in Hietzing, vicino a Vienna, ma trascorreva una buona parte di tempo a Parigi. Giorgio V non abbandonò mai le sue pretese sul trono hannoveriano e mantenne la Legione Guelfica a proprie spese. L'ex principe ereditario viaggiò durante questo primo periodo di esilio.

### Successione
Quando re Giorgio V morì a Parigi il 12 giugno 1878, il principe Ernesto Augusto gli successe come Duca di Cumberland e Teviotdale nella Paría di Gran Bretagna e Conte di Armagh nella Paría d'Irlanda. La regina Vittoria lo creò Cavaliere della Giarrettiera il 1º agosto 1878.

### Matrimonio e figli
Durante la visita a suo cugino di secondo grado Alberto Edoardo, Principe di Galles (poi re Edoardo VII) a Sandringham nel 1875, conobbe la principessa Thyra di Danimarca, figlia minore di re Cristiano IX e una sorella della Principessa di Galles (poi regina Alessandra).
Il 21/22 dicembre 1878, Ernesto Augusto e la principessa Thyra si sposarono al Palazzo di Christiansborg a Copenaghen.

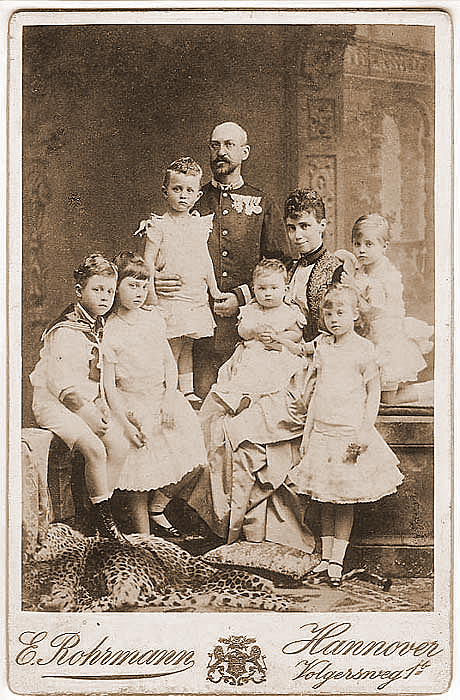
Ernesto Augusto con la famiglia, fotografati da Karl Jagerspacher, 1887

Il Duca e la Duchessa di Cumberland ebbero sei figli:
| Nome              | Nascita           | Morte             | Note                                                                                 |
| ----------------- | ----------------- | ----------------- | ------------------------------------------------------------------------------------ |
| Maria Luisa       | 11 ottobre 1879   | 31 gennaio 1948   | sposò il principe Massimiliano di Baden (10 luglio 1867-6 novembre 1929); ebbe figli |
| Giorgio Guglielmo | 28 ottobre 1880   | 20 maggio 1912    |                                                                                      |
| Alessandra        | 29 settembre 1882 | 30 agosto 1963    | sposò Federico Francesco IV di Meclemburgo-Schwerin                                  |
| Olga              | 11 luglio 1884    | 21 settembre 1958 |                                                                                      |
| Cristiano         | 4 luglio 1885     | 3 settembre 1901  |                                                                                      |
| Ernesto Augusto   | 17 novembre 1887  | 30 gennaio 1953   | sposò la principessa Vittoria Luisa di Prussia                                       |

### Ducato di Brunswick
La regina Vittoria nominò il Duca di Cumberland maggiore generale nell'esercito britannico nel 1886 e lo promosse a tenente generale nel 1892 e generale nel 1898. Sebbene fosse un pari britannico e un principe di Gran Bretagna e Irlanda, continuò a considerarsi un monarca tedesco in esilio e rifiutò di rinunciare ai suoi diritti di successione di Hannover, stabilendo la sua dimora a Gmunden nell'Alta Austria.
Il Duca di Cumberland fu anche primo nella linea di successione al Ducato di Brunswick dopo il suo lontano cugino, il duca Guglielmo. Nel 1879, quando diventò chiaro che la linea maggiore della Casata Guelfa si sarebbe estinta con Guglielmo, il parlamento di Brunswick creò un consiglio di reggenza che assumesse l'amministrazione del Ducato alla morte di Guglielmo. Questo consiglio avrebbe nominato un reggente se il duca di Cumberland non avesse potuto salire al trono. Quando Guglielmo morì nel 1884, il Duca di Cumberland si proclamò Ernesto Augusto, Duca di Brunswick. Tuttavia, dal momento che rivendicava ancora di essere il legittimo re di Hannover, il Reichstag dichiarò che avrebbe disturbato la pace dell'impero, se fosse salito al trono ducale. Sotto la pressione prussiana, il consiglio di reggenza ignorò le sue pretese e nominò il principe Alberto di Prussia come reggente.
I negoziati tra Ernesto Augusto e il governo tedesco continuarono per quasi tre decenni, senza alcun risultato. Durante questo periodo, il Reggente Alberto morì e il duca Giovanni Alberto di Meclemburgo fu nominato come nuovo reggente.

### Riconciliazione
Il Duca di Cumberland si riconciliò parzialmente con la dinastia Hohenzollern nel 1913, quando il figlio sopravvissuto, il principe Ernesto Augusto (III), sposò l'unica figlia femmina dell'Imperatore tedesco Guglielmo II, il nipote del re prussiano che aveva deposto suo padre nel lontano 1866. Rinunciò ai suoi diritti di successione al Ducato di Brunswick (che erano appartenuti alla dinastia Guelfa dal 1235) il 24 ottobre 1913. In cambio, suo figlio minore Ernesto Augusto diventò il Duca di Brunswick regnante il 1º novembre. Guglielmo II creò l'anziano Ernesto Augusto (II) Cavaliere dell'Ordine supremo dell'Aquila Nera. Nel 1918 il giovane Duca Ernesto Augusto abdicò al suo trono insieme agli altri principi tedeschi quando tutte le dinastie tedesche furono abolite dal governo tedesco provvisorio, che fu istituito quando lo stesso imperatore abdicò e fuggì dalla Germania in esilio nei Paesi Bassi.

### Guerra
Lo scoppio della prima guerra mondiale creò una rottura tra la famiglia reale britannica e i suoi cugini hannoveriani. Il 13 maggio 1915, re Giorgio V del Regno Unito ordinò di rimuovere il Duca di Cumberland dal Registro dell'Ordine della Giarrettiera. Secondo i termini del Titles Deprivation Act 1917, il 28 marzo 1919 il suo nome fu rimosso dalle liste dei Pari di Gran Bretagna e Irlanda dal decreto del re in Consiglio per aver "imbracciato armi contro la Gran Bretagna".

### Morte
Il principe Ernesto Augusto II di Hannover, ex Principe ereditario di Hannover ed ex Duca di Cumberland, morì per un ictus nella sua proprietà di Gmunden il 14 novembre 1923.

## Titoli, stili, onorificenze e stemma

### Titoli e stili
- 21 settembre 1845–18 novembre 1851: Sua Altezza Reale il principe Ernesto Augusto di Hannover e Cumberland, Principe di Hannover, Principe di Gran Bretagna e Irlanda, Duca di Brunswick-Lüneburg
- 18 novembre 1851–12 giugno 1878: Sua Altezza Reale il principe Ernesto Augusto, Principe Ereditario di Hannover, Principe di Gran Bretagna e Irlanda, Duca di Brunswick-Lüneburg
- 12 giugno 1878–28 marzo 1919: Sua Altezza Reale il principe Ernesto Augusto, Principe Ereditario di Hannover, Principe di Gran Bretagna e Irlanda, Duca di Brunswick-Lüneburg, Il Duca di Cumberland e Teviotdale, II Conte di Armagh
- 28 marzo 1919–14 novembre 1923: Sua Altezza Reale il principe Ernesto Augusto, Principe Ereditario di Hannover, Principe di Gran Bretagna e Irlanda, Duca di Brunswick-Lüneburg

## Ascendenza
|                                                  |                                |                                                 | Genitori                                               |  |  | Nonni |  |  | Bisnonni                    |  |  | Trisnonni            |  |
|                                                  |                                |                                                 |                                                        |  |  |       |  |  | Giorgio III del Regno Unito |  |  | Federico di Hannover |  |
|                                                  |                                |                                                 |                                                        |  |  |       |  |  | Giorgio III del Regno Unito |  |  | Federico di Hannover |  |
|                                                  |                                | Augusta di Sassonia-Gotha-Altenburg             |                                                        |  |  |       |  |  | Giorgio III del Regno Unito |  |  |                      |  |
| Ernesto Augusto I di Hannover                    |                                |                                                 |                                                        |  |  |       |  |  | Giorgio III del Regno Unito |  |  |                      |  |
|                                                  |                                | Carlotta di Meclemburgo-Strelitz                | Carlo Ludovico Federico di Meclemburgo-Strelitz        |  |  |       |  |  |                             |  |  |                      |  |
|                                                  |                                | Carlotta di Meclemburgo-Strelitz                | Carlo Ludovico Federico di Meclemburgo-Strelitz        |  |  |       |  |  |                             |  |  |                      |  |
|                                                  |                                | Carlotta di Meclemburgo-Strelitz                | Elisabetta Albertina di Sassonia-Hildburghausen        |  |  |       |  |  |                             |  |  |                      |  |
| Giorgio V di Hannover                            |                                | Carlotta di Meclemburgo-Strelitz                |                                                        |  |  |       |  |  |                             |  |  |                      |  |
|                                                  |                                | Carlo II di Meclemburgo-Strelitz                | Carlo Ludovico Federico di Meclemburgo-Strelitz        |  |  |       |  |  |                             |  |  |                      |  |
|                                                  |                                | Carlo II di Meclemburgo-Strelitz                | Carlo Ludovico Federico di Meclemburgo-Strelitz        |  |  |       |  |  |                             |  |  |                      |  |
|                                                  |                                | Carlo II di Meclemburgo-Strelitz                | Elisabetta Albertina di Sassonia-Hildburghausen        |  |  |       |  |  |                             |  |  |                      |  |
| Federica di Meclemburgo-Strelitz                 |                                | Carlo II di Meclemburgo-Strelitz                |                                                        |  |  |       |  |  |                             |  |  |                      |  |
|                                                  |                                | Federica Carolina Luisa d'Assia-Darmstadt       | Giorgio Guglielmo d'Assia-Darmstadt                    |  |  |       |  |  |                             |  |  |                      |  |
|                                                  |                                | Federica Carolina Luisa d'Assia-Darmstadt       | Giorgio Guglielmo d'Assia-Darmstadt                    |  |  |       |  |  |                             |  |  |                      |  |
|                                                  |                                | Federica Carolina Luisa d'Assia-Darmstadt       | Maria Luisa Albertina di Leiningen-Dagsburg-Falkenburg |  |  |       |  |  |                             |  |  |                      |  |
| Ernesto Augusto, Principe Ereditario di Hannover |                                | Federica Carolina Luisa d'Assia-Darmstadt       |                                                        |  |  |       |  |  |                             |  |  |                      |  |
|                                                  | Federico di Sassonia-Altenburg | Ernesto Federico III di Sassonia-Hildburghausen |                                                        |  |  |       |  |  |                             |  |  |                      |  |
|                                                  | Federico di Sassonia-Altenburg | Ernesto Federico III di Sassonia-Hildburghausen |                                                        |  |  |       |  |  |                             |  |  |                      |  |
|                                                  | Federico di Sassonia-Altenburg | Ernestina Augusta di Sassonia-Weimar            |                                                        |  |  |       |  |  |                             |  |  |                      |  |
| Giuseppe di Sassonia-Altenburg                   | Federico di Sassonia-Altenburg |                                                 |                                                        |  |  |       |  |  |                             |  |  |                      |  |
|                                                  |                                | Carlotta di Meclemburgo-Strelitz                | Carlo II di Meclemburgo-Strelitz                       |  |  |       |  |  |                             |  |  |                      |  |
|                                                  |                                | Carlotta di Meclemburgo-Strelitz                | Carlo II di Meclemburgo-Strelitz                       |  |  |       |  |  |                             |  |  |                      |  |
|                                                  |                                | Carlotta di Meclemburgo-Strelitz                | Federica Carolina Luisa d'Assia-Darmstadt              |  |  |       |  |  |                             |  |  |                      |  |
| Maria di Sassonia-Altenburg                      |                                | Carlotta di Meclemburgo-Strelitz                |                                                        |  |  |       |  |  |                             |  |  |                      |  |
|                                                  |                                | Ludovico Federico Alessandro di Württemberg     | Federico II Eugenio di Württemberg                     |  |  |       |  |  |                             |  |  |                      |  |
|                                                  |                                | Ludovico Federico Alessandro di Württemberg     | Federico II Eugenio di Württemberg                     |  |  |       |  |  |                             |  |  |                      |  |
|                                                  |                                | Ludovico Federico Alessandro di Württemberg     | Federica Dorotea di Brandeburgo-Schwedt                |  |  |       |  |  |                             |  |  |                      |  |
| Amalia di Württemberg                            |                                | Ludovico Federico Alessandro di Württemberg     |                                                        |  |  |       |  |  |                             |  |  |                      |  |
|                                                  |                                | Enrichetta di Nassau-Weilburg                   | Carlo Cristiano di Nassau-Weilburg                     |  |  |       |  |  |                             |  |  |                      |  |
|                                                  |                                | Enrichetta di Nassau-Weilburg                   | Carlo Cristiano di Nassau-Weilburg                     |  |  |       |  |  |                             |  |  |                      |  |
|                                                  |                                | Enrichetta di Nassau-Weilburg                   | Carolina d'Orange-Nassau                               |  |  |       |  |  |                             |  |  |                      |  |
|                                                  |                                | Enrichetta di Nassau-Weilburg                   |                                                        |  |  |       |  |  |                             |  |  |                      |  |